# Billy Thomas
Billy Thomas (Shreveport, 23 dicembre 1975) è un ex cestista statunitense.

## Palmarès
- 2 volte campione NBDL (2002, 2009)
- All-NBDL First Team (2002)
- All-NBDL Third Team (2008)
- CBA Newcomer of the Year (2005)
- All-CBA First Team (2005)
- Miglior tiratore da tre punti CBA (2005)
- Campione USBL (2007)
- USBL All-Rookie Team (1999)